# نبرد نوگورودی‌ها با سوزدالی‌ها

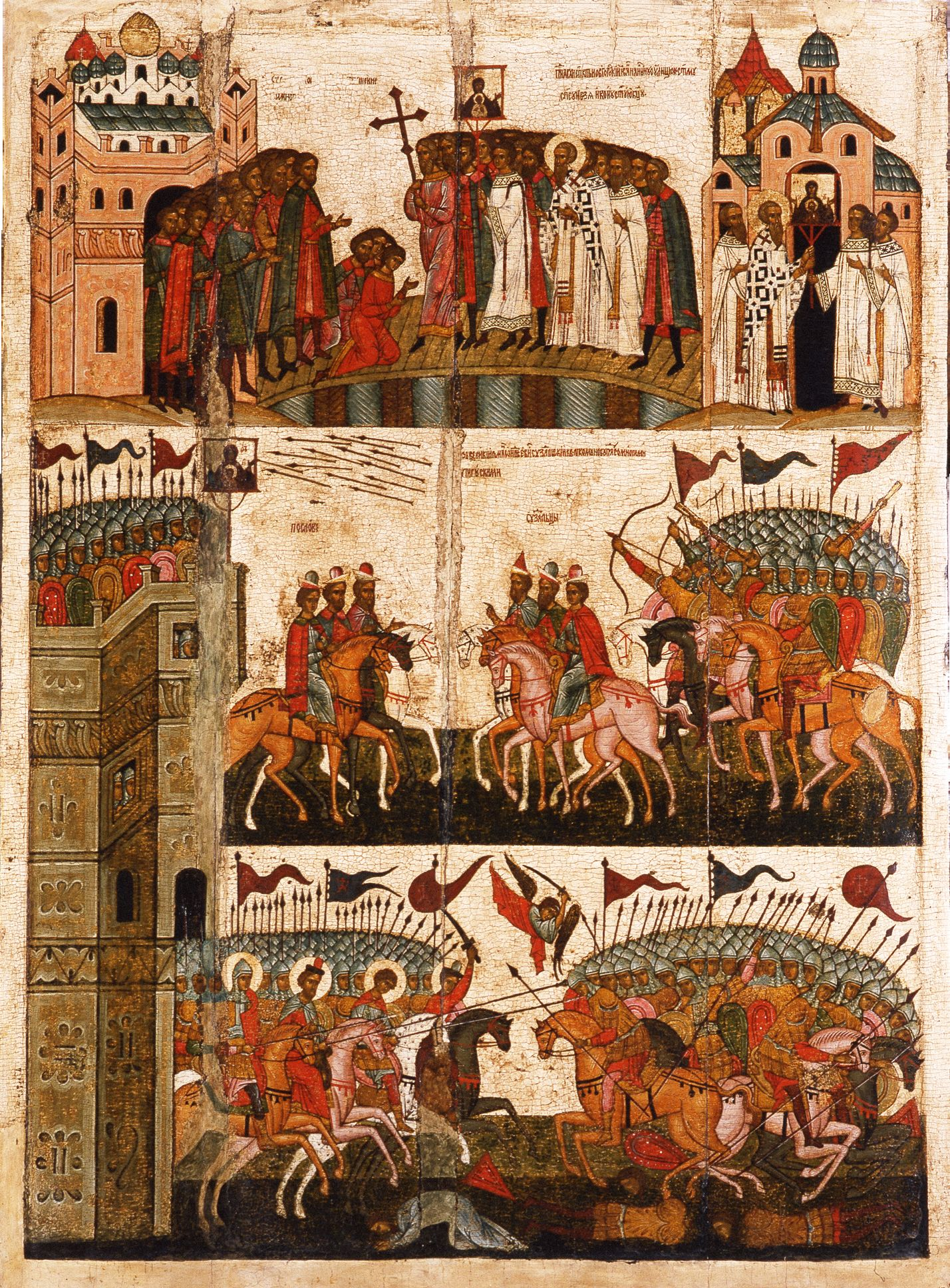
نماد، نبرد نووگورودی‌ها با سوزدالی‌ها

نبرد نووگورودی‌ها با سوزدالی‌ها (روسی: битва новгородцев с суздальцами، ت. «bitva Novgorodtsev s Suzdal'tsami») یک نماد نووگورودی از اواسط قرن پانزدهم است که محاصره نووگورود (۱۱۷۰) را به تصویر می‌کشد.

## افسانه آیکون
طبق یک افسانه بعدی (که اولین بار تقریباً سه قرن پس از نبرد نوشته شده است)، در طول محاصره، اسقف اعظم ایلیا نووگورود دستور داد که شمایل مادر خدا از نشان (ru: Bogomater Znamenie یا Богоматер Знамение) از کلیسای تجلی در خیابان ایلین در حاشیه شرقی شهر، از روی پل بزرگی که بر روی رودخانه ولخوف قرار دارد، به دتینتس آورده شود تا در کلیسای جامع حکمت مقدس مورد احترام قرار گیرد و از دیوارهای دتینتس به نمایش گذاشته شود تا به نووگورودی‌ها شجاعت ببخشد. طبق افسانه، وقتی شماس به کلیسا رفت، (به‌طور معجزه‌آسایی) نتوانست شمایل را بلند کند و برگشت تا این موضوع را به اسقف اعظم گزارش دهد، که خود از روی پل به کلیسا رفت و شمایل را به دتینتس برگرداند. سپس این شمایل بر روی دیوارها به نمایش گذاشته شد و طبق داستان، مورد اصابت تیر سوزدالی قرار گرفت و در آن زمان، طبق افسانه، شمایل گریه کرد. افسانه ادامه داد که از طریق شفاعت‌های مادر خدا و اسقف اعظم ایلیا و چندین قدیس دیگر (به ویژه بوریس و گلب و سنت جورج که همگی در شمایل‌های نبردی که ارتش نووگورود را علیه سوزدالی‌ها رهبری می‌کرد، به تصویر کشیده شده‌اند)، نووگورودی‌ها توانستند سوزدالی‌ها را شکست دهند و پس از آن شاهزاده آندری به سوزدالیا عقب‌نشینی کرد.
افسانه پیرامون ایلیا و شمایل مادر خدا احتمالاً برای مدتی به صورت شفاهی باقی مانده است. به نظر می‌رسد که این افسانه برای اولین بار در دوران اسقف‌نشینی ایفیمی دوم (۱۴۲۹–۱۴۵۸) به رشته تحریر درآمده است، زمانی که او از پاخومیوس صرب، نویسنده مشهور قدیس آن دوره که هم برای اسقف‌نشینان نوگودی و هم برای شاهزادگان و کلان‌شهرهای مسکو کار می‌کرد، حمایت کرد. پاخومیوس پس از نوشتن چندین افسانه پیرامون ایلیا در دوران اسقف‌نشینی ایفیمی، به صومعه تثلیث سنت سرگیوس در نزدیکی مسکو رفت. او در دوران اسقف‌نشینی ایونا (۱۴۵۸–۱۴۷۰) به نوگورود بازگشت و زندگینامه ایلیا را نوشت که در آن این قسمت به‌طور برجسته‌ای نقش داشت. این داستان بعداً در کتاب‌های مدارج که تحت نظر متروپولیتن مکاریوس مسکو (که قبل از متروپولیتن شدن، اسقف اعظم نووگورود بود) گردآوری شده بود، گنجانده شد.
علاوه بر داستان‌های پیرامون این رویداد، اوفیمی دوم همچنین از نقاشی شمایلی حمایت کرد که سه صحنه از این ماجرا را نشان می‌دهد: ایلیا شمایل را از کلیسای تجلی می‌گیرد، با آن از روی پل عبور می‌کند و آن را بر دیوارهای شهر به نمایش می‌گذارد، در حالی که نووگورودی‌ها (به رهبری قدیسان نظامی) برای بیرون راندن سوزدالی‌ها بیرون می‌تازند. یک نسخه از این شمایل نیز در قرن شانزدهم نقاشی شده است.
شمایل مادر خدا از نشان که ایلیا در سال ۱۱۶۹ به دِتینِتس آورد، مدت‌ها در کلیسای تجلی در خیابان ایلین نگهداری می‌شد. در قرن هفدهم کلیسای جدیدی (کلیسای نشان) در کنار آن ساخته شد. این کلیسا در دوران شوروی در موزه نووگورود نگهداری می‌شد و اکنون در کلیسای جامع حکمت مقدس در نووگورود به نمایش گذاشته شده است. تابوت اسقف اعظم ایلیا نیز در کلیسای جامع در گالری غربی دیده می‌شود.